# ヘマ・メングアル
ヘマ・メングアル・シビル（Gemma Mengual Civil、1977年4月12日 - ）は、スペイン・カタルーニャ州バルセロナ県バルセロナ出身のアーティスティックスイミング選手・指導者。

## 評価
2000年シドニーオリンピックの競泳競技、2004年アテネオリンピックの競泳競技、2008年北京オリンピックの競泳競技と、夏季オリンピック3大会に出場した。オリンピックでは計2個、世界水泳選手権では計17個のメダルを獲得した。

## 経歴
1977年、シンクロナイズドスイミング（当時）が盛んなカタルーニャ州バルセロナ県バルセロナに生まれた。
2003年世界水泳選手権では、ソロで銅メダルを獲得し、パオラ・ティラドスとのデュエットでも銅メダルを獲得した。
2005年世界水泳選手権では、パオラ・ティラドスとのデュエットで銀メダルを獲得し、ソロとチームで銅メダルを獲得した。2005年にはスペイン政府によってスポーツ国民賞の年間最優秀女子スポーツ選手に選ばれた。同年の年間最優秀男子スポーツ選手はF1ドライバーのフェルナンド・アロンソである。
2007年世界水泳選手権では、パオラ・ティラドスとのデュエットテクニカルとデュエットフリー、ソロテクニカル、チームフリーで計4個の銀メダルを獲得し、ソロフリーとチームテクニカルで計2個の銅メダルを獲得した。
2008年北京オリンピックの競泳競技では、アンドレア・フエンテスとのデュエットで銀メダルを獲得し、チームとしても銀メダルを獲得した。
2009年世界水泳選手権では、チームフリーで金メダルを獲得し、ソロテクニカル、ソロフリー、アンドレア・フエンテスとのデュエットテクニカル、デュエットフリー、チームテクニカル、チームフリーで計6個の銀メダルを獲得した。
2012年2月15日に現役引退を発表し、スペイン代表のコーチに就任した。

## メダル
2003年世界水泳選手権
- 銅メダル：ソロ
- 銅メダル：デュエット

2005年世界水泳選手権
- 銀メダル：デュエット
- 銅メダル：ソロ
- 銅メダル：チーム

2007年世界水泳選手権
- 銀メダル：ソロテクニカル
- 銀メダル：デュエットテクニカル
- 銀メダル：デュエットフリー
- 銀メダル：チームフリー
- 銅メダル：ソロフリー
- 銅メダル：チームテクニカル

2008年北京オリンピックの競泳競技
- 銀メダル：デュエット
- 銀メダル：チーム

2009年世界水泳選手権
- 金メダル：チームフリー
- 銀メダル：ソロテクニカル
- 銀メダル：ソロフリー
- 銀メダル：デュエットテクニカル
- 銀メダル：デュエットフリー
- 銀メダル：チームテクニカル
- 銀メダル：チームフリー